# 2-propantiolo
Il 2-propantiolo, o 2-propilmercaptano o isopropilmercaptano, è un composto organico di formula (CH3)2CHSH appartenente alla categoria dei tioli. In condizioni standard appare come un liquido bianco facilmente infiammabile, dal forte odore caratteristico, poco solubile in acqua ma ben miscibile in etanolo, acetone e cloroformio. Trova impiego come odorizzante del gas naturale.

## Tossicità
L'esposizione ad alte concentrazioni di vapori di 2-propantiolo possono provocare nausea, mal di testa, accelerazione del battito cardiaco o addirittura perdita di conoscenza ed edemi polmonari.
I vapori, inoltre, sono irritanti per gli occhi, il naso e la gola.

## Applicazioni
Viene impiegato principalmente come:
- Additivo per alimenti
- Odorante in gas naturale e GPL